# Капра, Бальдассаре
Бальдассаре Капра (итал. Baldassarre Capra; 1580 — 6 мая 1626, Милан) — итальянский астроном XVII века.
Изучал астрономию в Падуанском университете под руководством Симона Мария. Наиболее известен своими спорами с Галилеем, против которого написал: «Considerazione astronomica sopra la nuova stella del 1604» (Падуя, 1605) и «De usu et fabrica circini cujusdam proportionis» (Падуя, 1606).